# Администрация президента Азербайджана
Администрация Президента Азербайджанской Республики — является официальным учреждением, обеспечивающим создание условий для реализации конституционных полномочий президента Азербайджанской Республики. Общее руководство администрацией осуществляет президент страны.

## Деятельность
Администрация Президента Азербайджана организуется Президентом Азербайджана. Руководителя также назначает президент страны. Цель – обеспечить создание условий для реализации конституционных полномочий.
Проекты законов, вносимые в Милли Меджлис, проекты указов президента, распоряжений, поручений и обращений, а также проекты других документов готовятся Администрацией президента. Администрация обеспечивает взаимодействие президента с политическими партиями, общественными объединениеми, профессиональными и творческими союзами республики, а также с государственными органами и должностными лицами зарубежных стран, местными и зарубежными политическими и общественными деятелями, международными организациями. В аппарате анализируется информация о социально-экономических, политических и правовых процессах, происходящих в стране и мире, заявления и предложения органов местного самоуправления, общественных организаций и граждан и готовятся соответствующие доклады президенту страны

## Руководство
Общее руководство администрацией осуществляет Президент Азербайджанской Республики. Глава Администрации президента осуществляет функции непосредственного руководства. В настоящее время администрацию возглавляет Самир Нуриев.
В настоящее время Администрация президента Азербайджана включает 16 отделов.
| Должность | Должностное лицо  |
| --- | ----------------- |
| Глава Администрации президента Азербайджана | Самир Нуриев      |
| Руководитель секретариата Первого вице-президента Азербайджана                                                                                               | Алтай Гасанов     |
| Помощники президента Азербайджана |                   |
| Помощник президента Азербайджана | Анар Алекперов    |
| Помощник президента Азербайджана | Джамиля Аббасова  |
| Помощник Президента Азербайджана по социально-экономическим вопросам                                                                                         | Халид Ахадов      |
| Помощник Президента Азербайджана — заведующий отделом государственного контроля Администрации президента Азербайджанской Республики                          | Керем Гасанов     |
| Помощник Президента Азербайджана — заведующий отделом территориально-организационных вопросов Администрации президента Азербайджанской Республики            | Зейнал Нагдалиев  |
| Помощник Президента Азербайджана — начальник управления вопросов военно-технического обеспечения Администрации президента Азербайджанской Республики         | Андрей Сипилин    |
| Помощник Президента Азербайджана — заведующий отделом правоохранительных дел Администрации президента Азербайджанской Республики                             | Фуад Алескеров    |
| Помощник Президента Азербайджана — заведующий отделом по вопросам внешней политики Администрации президента Азербайджанской Республики                       | Хикмет Гаджиев    |
| Помощник Президента Азербайджана — заведующий отделом экономики и политики инновационного развития Администрации президента Азербайджанской Республики       | Шахмар Мовсумов   |
| Помощник Президента Азербайджана — заведующий отделом экономической политики и промышленности Администрации президента Азербайджанской Республики            | Натиг Амиров      |
| Другие |                   |
| Пресс-секретарь президента Азербайджана | Азер Гасымов      |
| Руководитель Протокольной службы президента Азербайджана | Ариф Самедов      |
| Руководители отделов, входящих в состав Администрации президента Азербайджана                                                                                |                   |
| Начальник управления государственной службы и кадровых вопросов                                                                                              | Талат Меджидов    |
| Заведующий отделом молодежной политики и спорта Администрации президента Азербайджана                                                                        | Ю. Мамедалиев     |
| Заведующий отделом гуманитарной политики, диаспоры, мультикультурализма и религии                                                                            | Фарах Алиева      |
| Начальник управления законодательства и правовой политики | Гюндуз Керимов    |
| Заведующий отделом по военным делам Администрации президента Азербайджанской Республики                                                                      | Фарид Сеидов      |
| Начальник отдела по работе и связям с неправительственными организациями Администрации президента Азербайджанской Республики                                 | Вусал Гулиев      |
| Начальник отдела по связям с политическими партиями и законодательной властью Администрации президента АР                                                    | Адалят Велиев     |
| Начальник отдела по работе с обращениями граждан Администрации президента АР                                                                                 | Сулейман Исмайлов |
| Представители президента Азербайджана |                   |
| Представитель президента Азербайджана по особым поручениям Администрации президента АР                                                                       | Эльчин Амирбеков  |
| Представитель президента Азербайджанской Республики по особым поручениям                                                                                     | Халаф Халафов     |
| Полномочный представитель президента Азербайджана в Нахичеванской Автономной Республике.                                                                     | Наджафлы Фуад     |
| Специальный представитель президента Азербайджана в Шушинском районе                                                                                         | Айдын Керимов     |
| Специальный представитель президента Азербайджанской Республики на освобожденных территориях, входящих в Карабахский экономический район                     | Эмин Гусейнов     |
| Специальный представитель Президента Азербайджана в Джебраильском, Губадлинском и Зангеланском районах, входящих в Восточно-Зангезурский экономический район | Вахид Гаджиев     |
| Специальный представитель Президента Азербайджанской Республики в Лачынском районе, входящем в Восточно-Зангезурский экономический район                     | Масим Мамедов     |
| Специальный представитель Президента Азербайджана в городе Ханкенди, Агдеринском и Ходжалинском районах                                                      | Эльчин Юсубов     |